# Matthijs van Bon
Matthijs van Bon (Apeldoorn, 2 december 1974) is een voormalig Nederlandse profwielrenner. Matthijs van Bon was voornamelijk actief in het baanwielrennen en heeft een jaar als prof wielrenner gereden voor de ploeg Batavus - Bankgiroloterij. Nadat hij is gestopt met fietsen is hij een fietswinkel (wielrennen, mtb en baanwielrennen) begonnen.
Mathijs van Bon is de jongere broer van Léon van Bon. 
Wielerploegen van Matthijs van Bon
Benjamin ·
van Bon ·
Bruinsma ·
Cerneus ·
Jeurissen ·
Kemna ·
Lust ·
Nijland ·
Reinerink ·
van Schalen ·
Sidarenko (vanaf 01/04) ·
Talen ·
van Velzen · 
Ypenburg